# Сипиля, Сиркка
Си́ркка Си́пиля (фин. Sirkka Sipilä; 1 мая 1920, Юрва, Вааса — 29 декабря 1964, Иматра, Кюми) — финская киноактриса.
Играла главные женские роли в финских фильмах конца 1930-х и 1940-х годов, в том числе «Долой пальто и жилет» (1939), «Отец-холостяк» (1941), «Чёрная овца семейства» (1941), «Из путешествия в приключение» (1941) и других. Однако, более всего она запомнилась зрителям в роли Элины Суоминен в цикле фильмов про Олли Суоминена (Лассе Пёюсти), хотя в двух фильмах роль Элины играла Тойни Вартиайнен.
В 1943—1949 годах актриса была замужем, в браке родилась дочь. Кинокарьера Сиркки Сипиля завершилась в начале 1950-х годов. После этого она занялась предпринимательской деятельностью, а в начале 1960-х переехала в Иматру, где умерла от рака в 1964 году в возрасте 44-х лет.

## Видео
- «Гимн рекламного агентства» из к/ф «Счастливый министр», исп. Сиркка Сипиля и Сёстры Валтонен (1941)